# 홍인범
홍인범(洪仁範, ? ~ )은 조선민주주의인민공화국의 정치인이다. 평안남도 당위원회 책임비서 겸 조선로동당 중앙위원회 정치국 위원이다.

## 경력
1969년 11월 조선중앙통신사 기자를 거쳐 1980년 10월 조선로동당 중앙위원회 정치국 후보위원이 되었다. 1982년 11월 안주지구탄광연합기업소 당 책임비서를 역임했으며, 2010년 6월이후 평안남도 당위원회 책임비서로 일하고 있다. 2010년 9월, 조선로동당 중앙위원회 위원에 선임되었다.

## 기타
1994년 7월 김일성, 1995년 2월 오진우, 2010년 4월 김중린과 11월 조명록, 2011년 김정일, 2013년 김국태 사망 당시에 국가 장의위원회 위원을 맡았다.